# 乾元曆
《乾元曆》，是中国古代曆法，北宋使用的第三部历法，屬於陰陽曆。
太平兴国年间，宋太宗以《應天曆》小差，下诏命司天台主簿苗守信与冬官正吴昭素、主簿刘内真造新历。太平兴国六年（981年）修成，太宗命卫尉少卿元象宗和明律历的学者一起校定，赐号《乾元曆》。太平兴国七年（982年）颁布施行。《乾元曆》规定回归年为365.2449日，朔望月为29.53061日。宋真宗咸平四年（1001年），被《儀天曆》取代。